# Olympische Sommerspiele 1952/Leichtathletik – 5000 m (Männer)
Der 5000-Meter-Lauf der Männer bei den Olympischen Spielen 1952 in Helsinki wurde am 22. und 24. Juli 1952 im Olympiastadion in Helsinki ausgetragen. 45 Athleten nahmen teil.
Olympiasieger wurde der Tschechoslowake Emil Zátopek vor dem Franzosen Alain Mimoun. Bronze ging an Herbert Schade aus Deutschland.

## Rekorde

### Bestehende Rekorde

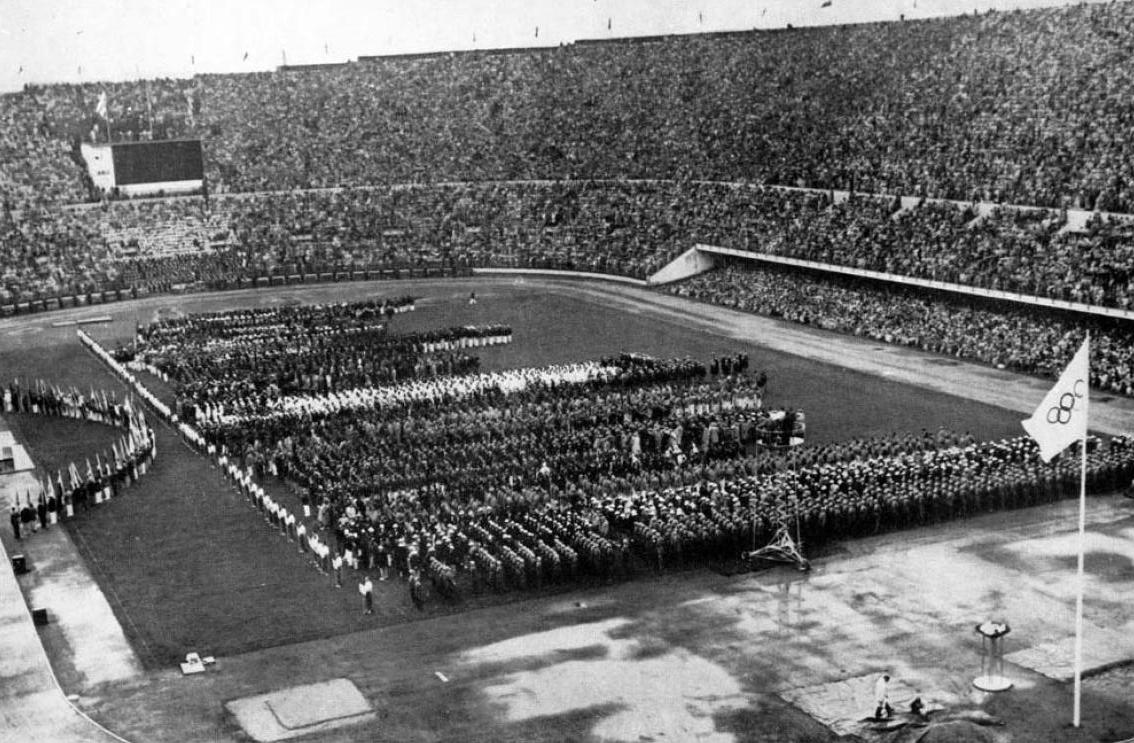
Eröffnungsfeier bei den Olympischen Spielen in Helsinki

| Weltrekord         | 13:58,2 min | Gunder Hägg ( Schweden) | Göteborg, Schweden               | 20. September 1942 |
| Olympischer Rekord | 14:17,6 min | Gaston Reiff ( Belgien) | Finale OS London, Großbritannien | 2. August 1948     |

### Rekordverbesserungen
Der bestehende olympische Rekord wurde zweimal verbessert:
- 14:15,4 min – Herbert Schade (BR Deutschland), zweiter Vorlauf am 22. Juli
- 14:06,6 min – Emil Zátopek (Tschechoslowakei), Finale am 24. Juli

## Durchführung des Wettbewerbs
Die Athleten traten am 22. Juli zu drei Vorläufen an. Die jeweils fünf besten Läufer – hellblau unterlegt – qualifizierten sich für das Finale am 24. Juli.

## Zeitplan
22. Juli, 17:10 Uhr: Vorläufe

24. Juli, 16:40 Uhr: Finale

## Vorläufe

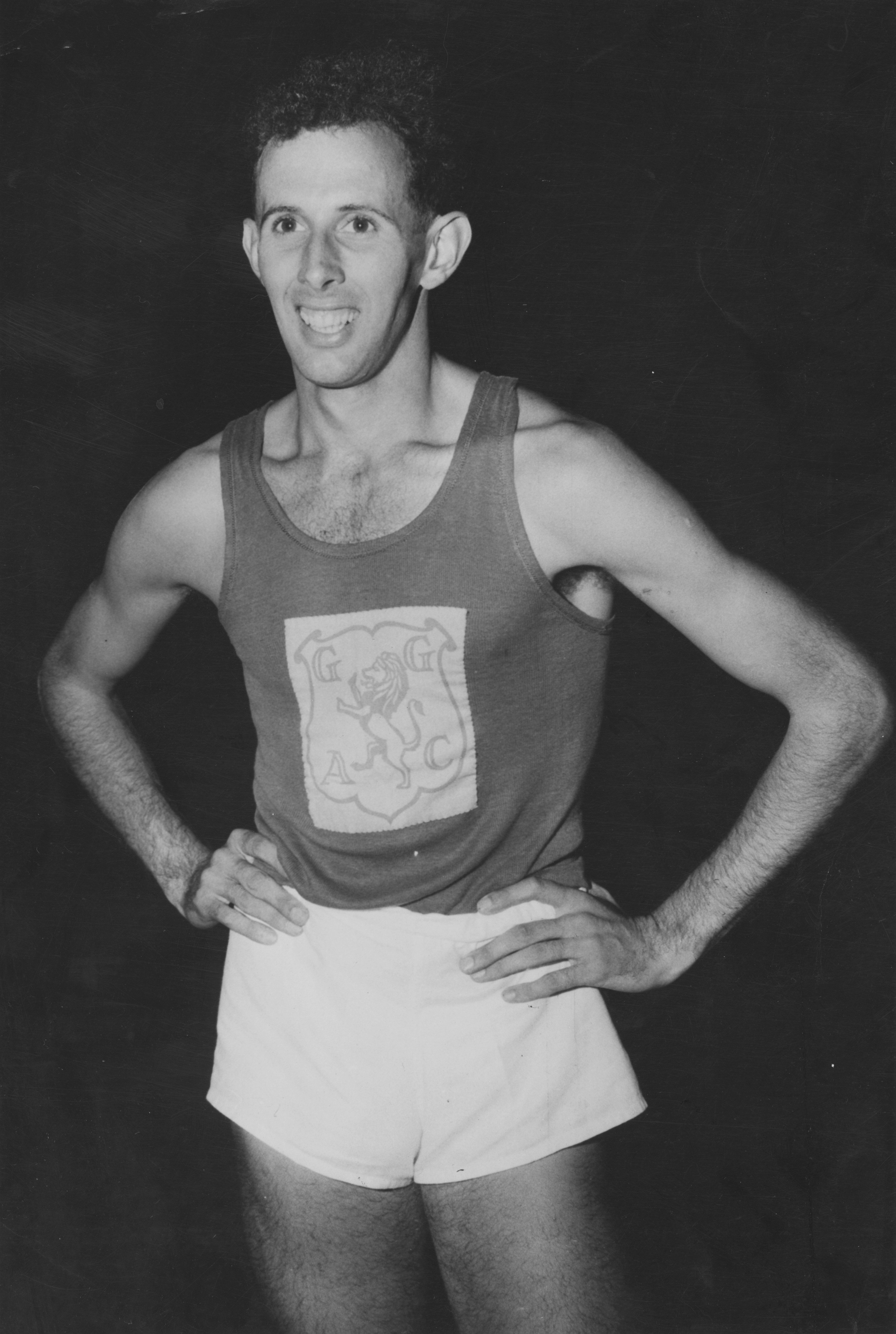
John Landy – ausgeschieden als Zehnter des ersten Vorlaufs

Datum: 22. Juli 1952, ab 17:10 Uhr

### Vorlauf 1
| Platz | Name              | Nation           | Offizielle Zeit handgestoppt | Inoffizielle Zeit elektronisch |
| ----- | ----------------- | ---------------- | ---------------------------- | ------------------------------ |
| 1     | Alain Mimoun      | Frankreich       | 14:19,0 min                  | 14:19,15 min                   |
| 2     | Ilmari Taipale    | Finnland         | 14:22,8 min                  | 14:22,83 min                   |
| 3     | Gaston Reiff      | Belgien          | 14:23,8 min                  | 14:23,92 min                   |
| 4     | Åke Andersson     | Schweden         | 14:25,0 min                  | 14:25,09 min                   |
| 5     | Gordon Pirie      | Großbritannien   | 14:26,2 min                  | 14:26,47 min                   |
| 6     | Nikifor Popow     | Sowjetunion      | 14:28,5 min                  | 14:28,84 min                   |
| 7     | Charlie Capozzoli | USA              | 14:39,0 min                  | k. A.                          |
| 8     | August Sutter     | Schweiz          | 14:45,2 min                  | k. A.                          |
| 9     | Øistein Saksvik   | Norwegen         | 14:55,4 min                  | k. A.                          |
| 10    | John Landy        | Australien       | 14:56,4 min                  | k. A.                          |
| 11    | Helmuth Perz      | Österreich       | 14:57,2 min                  | k. A.                          |
| 12    | Osamu Inoue       | Japan            | 14:59,0 min                  | k. A.                          |
| 13    | Stevan Pavlović   | Jugoslawien      | 14:59,2 min                  | k. A.                          |
| 14    | József Kovács     | Ungarn           | 17:09,2 min                  | k. A.                          |
| DNS   | Jan Szwargot      | Polen            |                              |                                |
| DNS   | Milan Švajgr      | Tschechoslowakei |                              |                                |
| DNS   | Raúl Inostroza    | Chile            |                              |                                |

### Vorlauf 2
Mit Ali Baghbanbashi nahm erstmals ein iranischer Leichtathlet an Olympischen Spielen teil.
| Platz | Name                   | Nation         | Offizielle Zeit handgestoppt | Inoffizielle Zeit elektronisch |
| ----- | ---------------------- | -------------- | ---------------------------- | ------------------------------ |
| 1     | Herbert Schade         | BR Deutschland | 14:15,4 min OR               | 14:15,44 min                   |
| 2     | Alan Parker            | Großbritannien | 14:18,2 min                  | 14:18,47 min                   |
| 3     | Ernő Béres             | Ungarn         | 14:19,6 min                  | 14:19,66 min                   |
| 4     | Lucien Theys           | Belgien        | 14:22,2 min                  | 14:21,62 min                   |
| 5     | Eero Tuomaala          | Finnland       | 14:26,8 min                  | k. A.                          |
| 6     | Iwan Semjonow          | Sowjetunion    | 14:28,0 min                  | k. A.                          |
| 7     | Alojzy Graj            | Polen          | 14:30,0 min                  | k. A.                          |
| 8     | Osman Coşgül           | Türkei         | 14:36,2 min                  | k. A.                          |
| 9     | Bertil Karlsson        | Schweden       | 14:45,8 min                  | k. A.                          |
| 10    | Pierre Page            | Schweiz        | 14:57,0 min                  | k. A.                          |
| 11    | Ali Baghbanbashi       | Iran           | 14:57,2 min                  | k. A.                          |
| 12    | Ben Ahmed Abdelkrim    | Frankreich     | 15:10,2 min                  | k. A.                          |
| 13    | Wes Santee             | USA            | 15:10,4 min                  | k. A.                          |
| 14    | Zdravko Ceraj          | Jugoslawien    | 15:17,8 min                  | k. A.                          |
| DNF   | Rich Ferguson          | Kanada         |                              |                                |
| DNS   | José Coll              | Spanien        |                              |                                |
| DNS   | Vasilios Mavrapostolos | Griechenland   |                              |                                |
| DNS   | Willem Slijkhuis       | Niederlande    |                              |                                |

### Vorlauf 3

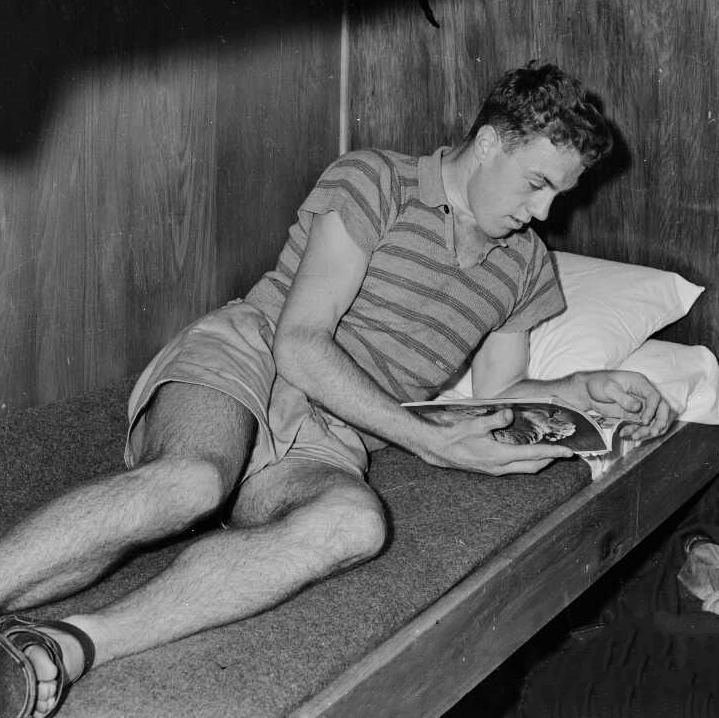
George Hoskins – im dritten Vorlauf das Ziel nicht erreicht

| Platz | Name                 | Nation           | Offizielle Zeit handgestoppt | Inoffizielle Zeit elektronisch |
| ----- | -------------------- | ---------------- | ---------------------------- | ------------------------------ |
| 1     | Alexander Anufrijew  | Sowjetunion      | 14:23,6 min                  | 14:23,83 min                   |
| 2     | Bertil Albertsson    | Schweden         | 14:26,0 min                  | 14:25,80 min                   |
| 3     | Emil Zátopek         | Tschechoslowakei | 14:26,0 min                  | 14:25,81 min                   |
| 4     | Les Perry            | Australien       | 14:27,0 min                  | 14:27,18 min                   |
| 5     | Christopher Chataway | Großbritannien   | 14:27,8 min                  | 14:27,35 min                   |
| 6     | Ib Planck            | Dänemark         | 14:31,6 min                  | 14:31,66 min                   |
| 7     | Martin Stokken       | Norwegen         | 14:39,0 min                  | k. A.                          |
| 8     | Curtis Stone         | USA              | 14:42,8 min                  | k. A.                          |
| 9     | Jean Schlegel        | Frankreich       | 14:45,6 min                  | k. A.                          |
| 10    | Kurt Rötzer          | Österreich       | 14:49,4 min                  | k. A.                          |
| 11    | Väinö Koskela        | Finnland         | 14:50,8 min                  | k. A.                          |
| 12    | Velimir Ilić         | Jugoslawien      | 14:51,6 min                  | k. A.                          |
| 13    | Paul Frieden         | Luxemburg        | 15:23,2 min                  | k. A.                          |
| 14    | Kristján Jóhansson   | Island           | 15:23,8 min                  | k. A.                          |
| 15    | Alphonse Vandenrydt  | Belgien          | 15:51,2 min                  | k. A.                          |
| DNF   | George Hoskins       | Neuseeland       |                              |                                |
| DNS   | Antonio Amorós       | Spanien          |                              |                                |

## Finale

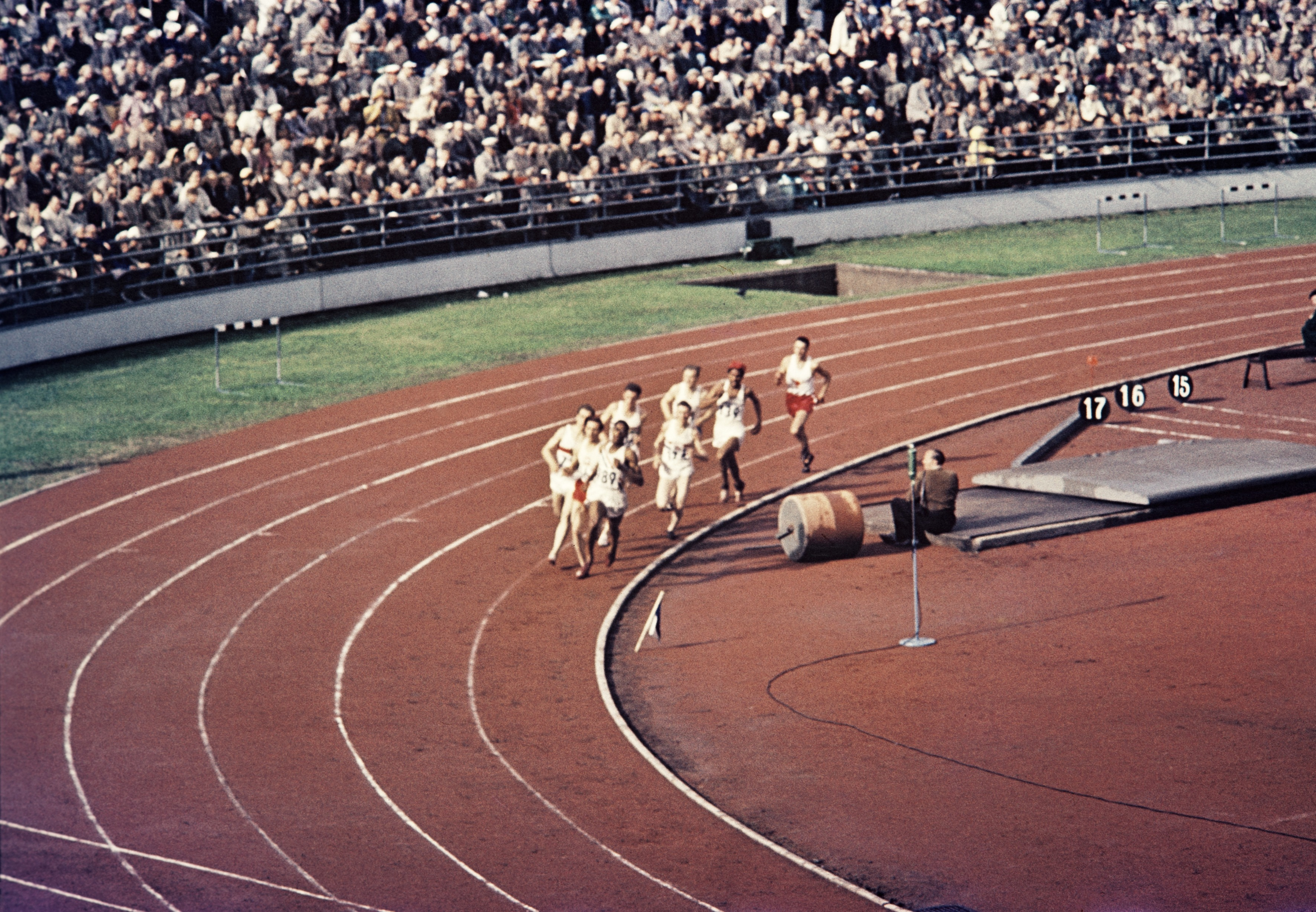
Szene aus dem 5000-Meter-Rennen in Helsinki

Datum: 24. Juli 1952, 16:40 Uhr
| Platz | Name                 | Nation           | Offizielle Zeit handgestoppt | Inoffizielle Zeit elektronisch |
| ----- | -------------------- | ---------------- | ---------------------------- | ------------------------------ |
| 1     | Emil Zátopek         | Tschechoslowakei | 14:06,6 min OR               | 14:06,72 min                   |
| 2     | Alain Mimoun         | Frankreich       | 14:07,4 min                  | 14:07,58 min                   |
| 3     | Herbert Schade       | BR Deutschland   | 14:08,6 min                  | 14:08,80 min                   |
| 4     | Gordon Pirie         | Großbritannien   | 14:18,0 min                  | 14:18,31 min                   |
| 5     | Christopher Chataway | Großbritannien   | 14:18,0 min                  | 14:18,38 min                   |
| 6     | Les Perry            | Australien       | 14:23,6 min                  | 14:23,16 min                   |
| 7     | Ernő Béres           | Ungarn           | 14:24,8 min                  | k. A.                          |
| 8     | Åke Andersson        | Schweden         | 14:26,0 min                  | k. A.                          |
| 9     | Bertil Albertsson    | Schweden         | 14:27,8 min                  | k. A.                          |
| 10    | Alexander Anufrijew  | Sowjetunion      | 14:31,4 min                  | k. A.                          |
| 11    | Alan Parker          | Großbritannien   | 14:37,0 min                  | k. A.                          |
| 12    | Ilmari Taipale       | Finnland         | 14:40,0 min                  | k. A.                          |
| 13    | Eero Tuomaala        | Finnland         | 14:54,2 min                  | k. A.                          |
| 14    | Lucien Theys         | Belgien          | 14:59,0 min                  | k. A.                          |
| DNF   | Gaston Reiff         | Belgien          |                              |                                |

Die Favoritenrolle war – anders als über 10.000 Meter – nicht so eindeutig. Der Silbermedaillengewinner von 1948 und amtierende Europameister Emil Zátopek, der vorher bereits das Rennen über 10.000 Meter gewonnen hatte, gehörte natürlich zum ganz engen Kreis der Anwärter auf die Goldmedaille. Aber an der Spitze der Weltjahresbestenliste stand der Deutsche Herbert Schade, der mit sehr guten Rennen auf sich aufmerksam gemacht hatte. Und auch drei Läufer aus der UdSSR – Wladimir Kasanzew (startete nur über 3000 Meter Hindernis), Alexander Anufrijew und Nikifor Popow – hatten mit ausgezeichneten Zeiten aufhorchen lassen. Ebenso nicht vergessen durfte man Alain Mimoun, der hinter Zátopek Zweiter über 10.000 Meter geworden war.
Nach anderthalb Runden setzte sich Schade an die Spitze. Für ihn war es wichtig, auf die Tempokarte zu setzen, um Zátopeks enorme Spurtkraft zu brechen. Aber der Deutsche war nicht konsequent genug. Er durchlief die 1000-Meter-Marke mit 2:47 Minuten und war damit vier Sekunden langsamer als in seinem Vorlauf. Die Spitzengruppe bestand bald nur noch aus sechs Läufern: Schade vorn, dahinter Gaston Reiff, Olympiasieger von 1948, Zátopek, Mimoun, Chris Chataway und Gordon Pirie. Schade führte die Gruppe lange an und passierte die 2000 Meter bei 5:37 Minuten, die 3000 Meter bei 8:30 min und die 4000 Meter bei 11:25 min. Jetzt war das Rennen etwa so schnell wie der zweite Vorlauf, in dem Schade mit 14:15,4 min olympischen Rekord gelaufen war. Der Belgier Reiff gab das Rennen nun erschöpft auf. Anschließend musste Pirie abreißen lassen.
Eingangs der letzten Runde übernahm Chataway die Führung, nun spurteten die vier Läufer an der Spitze um den Sieg und um die Medaillen mit ständig wechselnden Führungen. Nach kurzer Zeit fiel Zátopek völlig überraschend zurück und Chataway setzte noch einmal alle Reserven ein, um wegzukommen. Aber Zátopek fing sich wieder, kämpfte sich heran und flog an seinen drei verbliebenen Gegnern vorbei. Chataway trat in der Schlusskurve auf die Innenkante und stürzte entkräftet. Zátopek zog nun durch und ließ sich die Goldmedaille nicht mehr nehmen. Mimoun wurde Zweiter, Schade kam auf Platz drei. Auch Pirie konnte noch an dem gestürzten Chataway vorbeiziehen und wurde Vierter, Chataway rettete Platz fünf.
Herbert Schade gewann die erste Medaille für Deutschland über 5000 Meter.

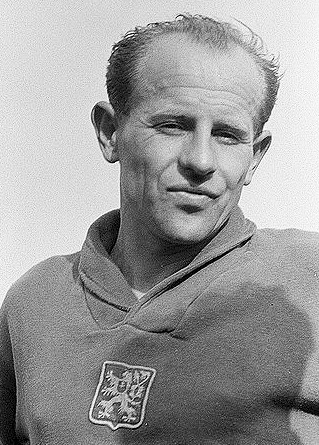
Olympiasieger Emil Zátopek errang seine zweite von drei Goldmedaillen hier in Helsinki
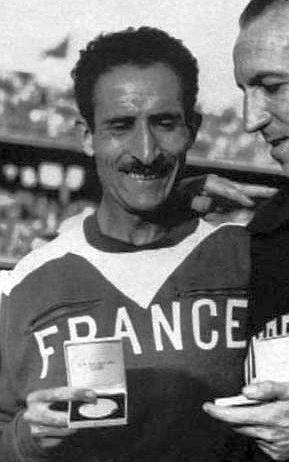
Silbermedaillengewinner Alain Mimoun – hier nach seinem Olympiasieg 1956 im Marathonlauf
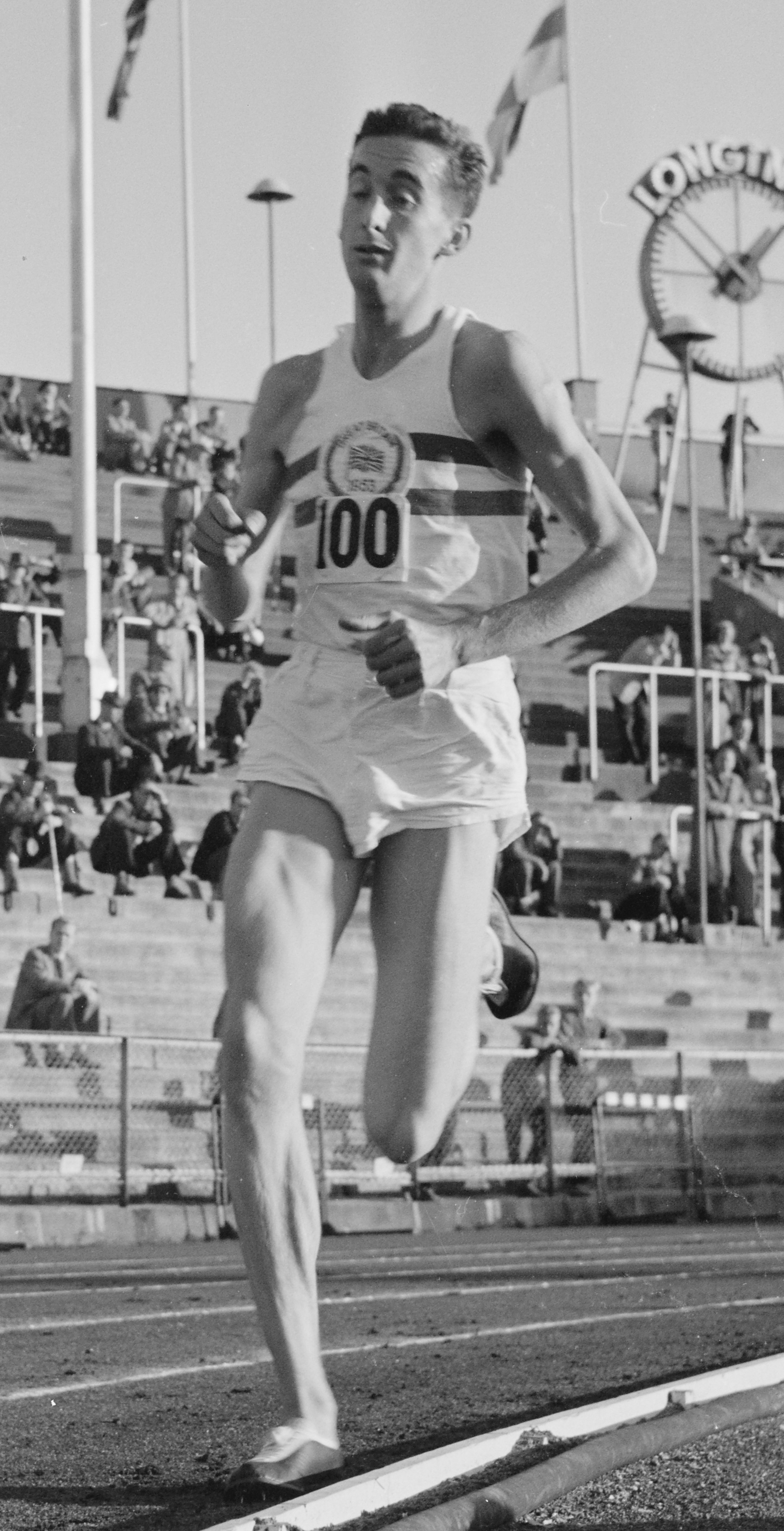
Gordon Pirie erreichte Platz vier

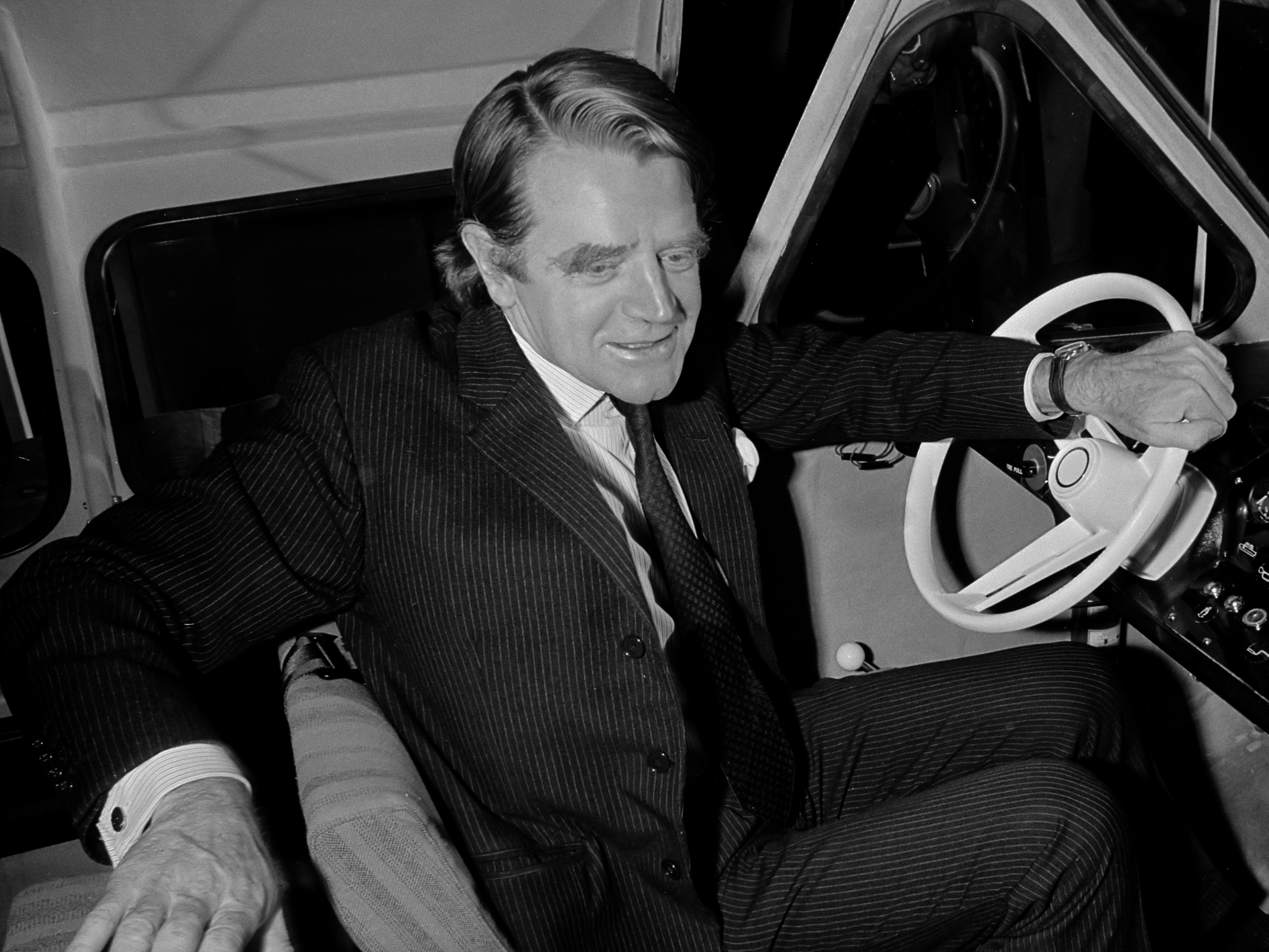
Christopher Chataway (hier im Jahr 1972) kam nach einem Sturz in der Zielkurve auf den fünften Platz
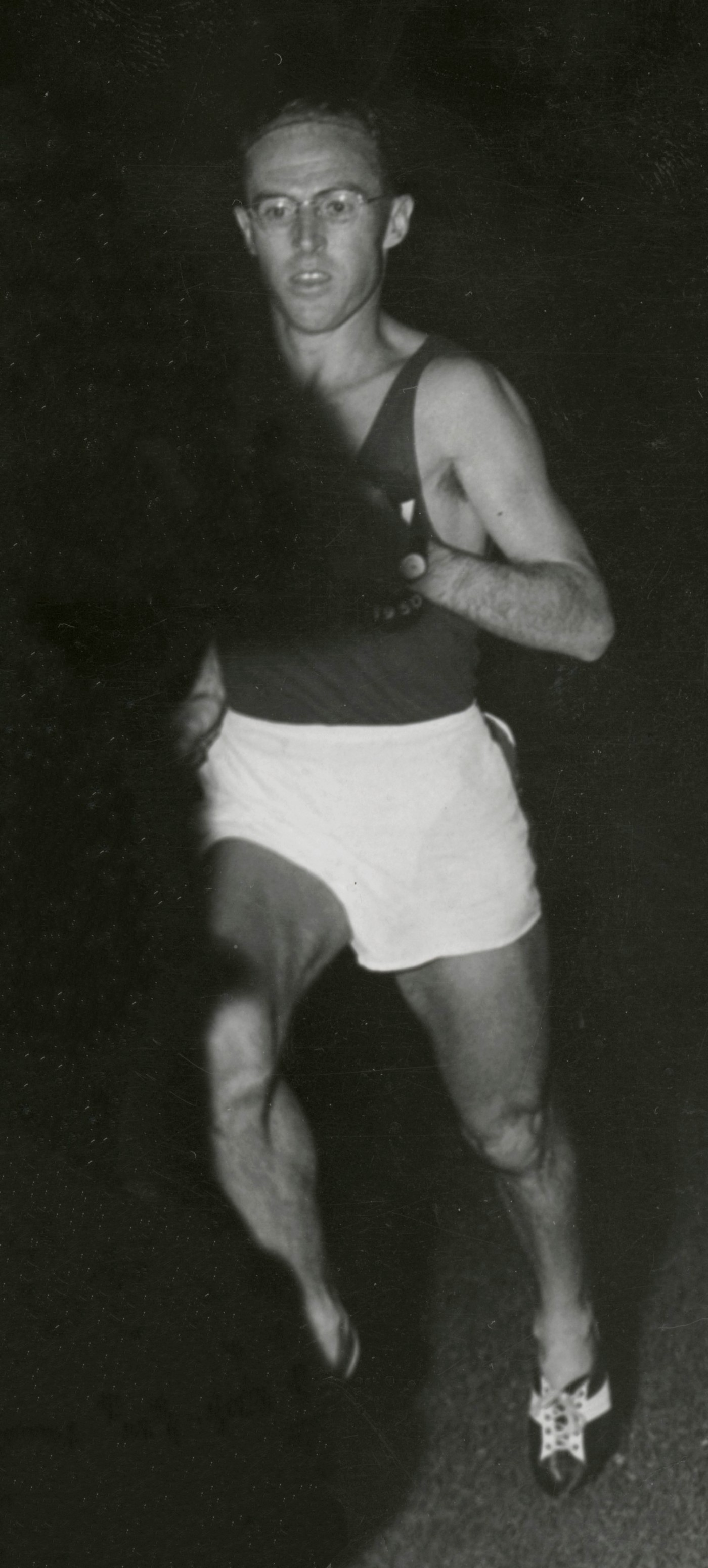
Les Perry belegte Rang sechs
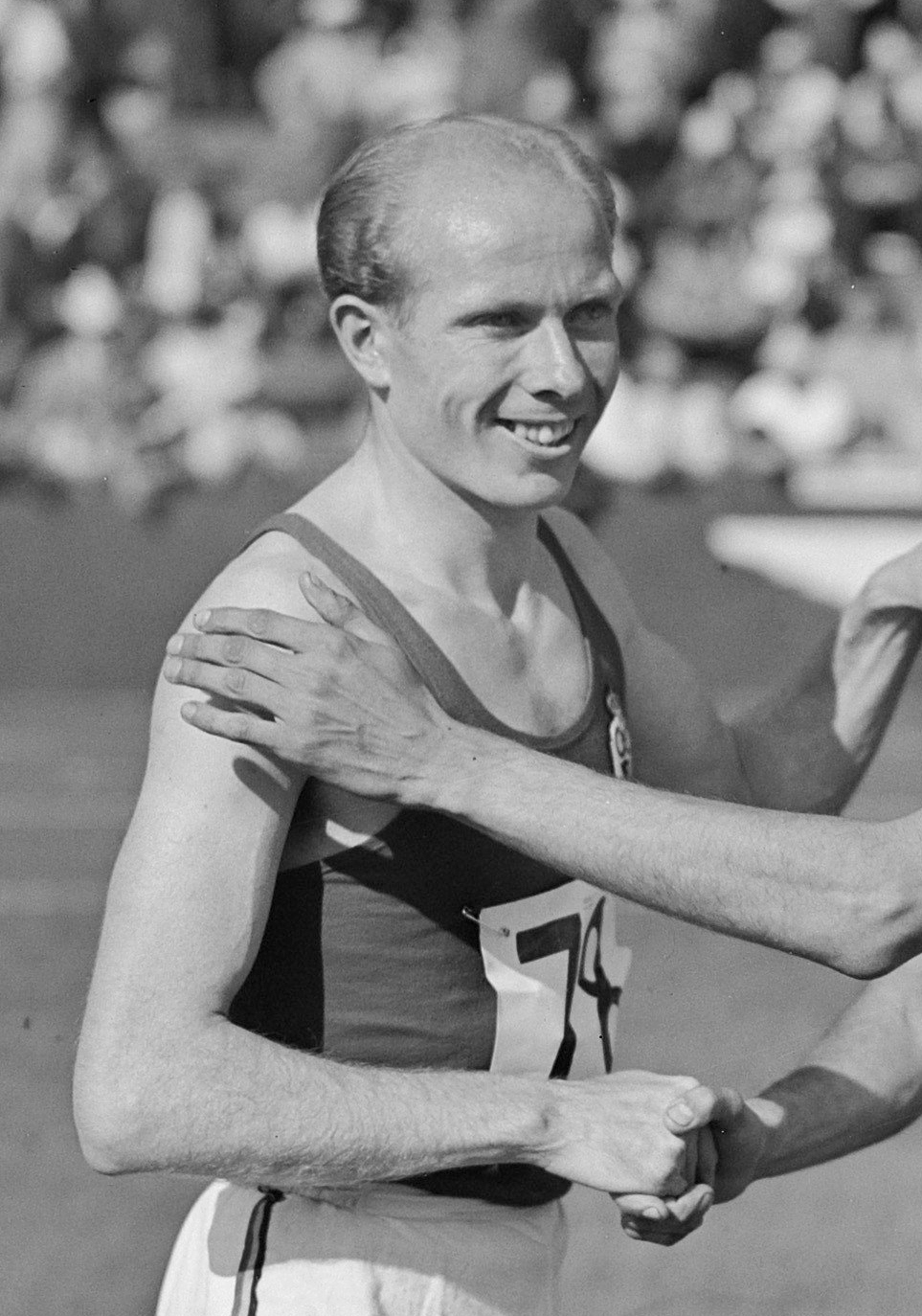
Gaston Reiff, Olympiasieger von 1948, gab das Rennen auf

## Videolinks
- 1952, Emil Zátopek, 5000m, Olympic Games, Helsinki, youtube.com, abgerufen am 1. August 2021
- Athletics - Men's 5000M - Helsinki 1952 Summer Olympic Games, youtube.com, abgerufen am 1. August 2021
- Helsinki 1952 | 5000m | Emil Zatopek & Herbert Schade | Leichtathletik | Olympische Spiele, youtube.com, abgerufen am 1. August 2021
- Gold Medal Winner Josy Barthel (LUX) 1500 m - 1952 Olympic Games Helsinki, youtube.com, abgerufen am 1. August 2021
- Emil Zátopek Wins 5,000m, 10,000m & Marathon Gold - Helsinki 1952 Olympics, youtube.com, abgerufen am 1. August 2021